# Millions (2004)
Millions ist eine britische Tragikomödie aus dem Jahr 2004. Die Produktion ist eine Verfilmung des Buches Millionen, verfasst von Frank Cottrell Boyce, der auch das Drehbuch schrieb.

## Handlung
Als Großbritannien zur Einführung des Euro die Pfundnoten einzieht, fällt dem Halbwaisen Damian Cunningham aus einem fahrenden Geldtransportzug eine mit zur Vernichtung eingezogenen Pfundnoten gefüllte Reisetasche vor die Füße. Der tiefreligiöse Damian, der immer wieder in Tagträumen Heiligen begegnet, glaubt, Gott habe ihm das Geld gegeben, damit er damit Gutes tut. Er findet jedoch heraus, dass diese Aufgabe nicht einfach und auch nicht ungefährlich ist. Seinen pragmatischen, geschäftlich denkenden älteren Bruder Anthony weiht er ein. Anthony genießt es jedoch eher, sich mit dem Geld Freunde kaufen zu können, und möchte es ansonsten gewinnbringend anlegen. Der alleinerziehende Vater der beiden, Ronnie, bekommt von den Konflikten nicht viel mit, da er zu beschäftigt damit ist, der Familie die Existenz zu sichern.
Obwohl Anthony dem naiven Damian einschärft, von dem Geldfund niemandem zu erzählen, gelangt anhand dessen Wohltaten schließlich auch der Kriminelle, der die aus dem Zug geworfene Reisetasche an der Bahnstrecke abholen sollte, auf die richtige Spur und setzt die Jungen unter Druck, kommt jedoch an das Geld nicht heran.
Als Damian schließlich erkennt, dass das viele Geld mehr Probleme verursacht als löst, verbrennt er es. Anthony kommt zu spät dazu, um es zu verhindern, der Gangster wird währenddessen von der Polizei festgenommen. Im Traum begegnet Damian am Schluss endlich seiner verstorbenen Mutter, die ihm auf seine vielen Fragen antwortet, und lässt die Geschichte mit seinem eigenen Traum enden, in dem er einem afrikanischen Dorf einen Brunnen finanziert.

## Hintergrund

### Produktion
Der Film wurde von Ingenious Film Partners und Mission Pictures und weiteren Partnern produziert.
In einigen Szenen ist im Hintergrund das große Kohlekraftwerk Fiddler’s Ferry () zu sehen, wobei die Perspektive einen Kamerastandort in der nahen Stadt Widnes nahelegt.
Die Schule, die Anthony und Damian am Anfang des Filmes besuchen, ist die Ditton Primary School in Widnes.

### Kinostart
Der US-Kinostart war am 11. März 2005. Der deutsche Kinostart am 25. August 2005 brachte 3.120 Besucher ins Kino.